# Виборчий блок «ACUM Platforma DA și PAS»
Виборчий блок «ACUM Platforma DA și PAS» (рум. Blocul electoral «ACUM Platforma DA și PAS») — політичний альянс європейських правоцентристських партій, сформований 16 грудня 2018 року для спільної участі в парламентських виборах у Молдаві 24 лютого 2019 року. До блоку увійшли партія «Дія та Солідарність» та політична партія «Платформа Гідність і Правда».

## Історія створення
У 2016 році обговорювалася ідея консолідації проєвропейських і антиолігархічних сил, а в 2017 році опозиційні партії Партія «Дія і солідарність» (ПДС) разом з політичною партією «Платформа Гідність і Правда» (ПППГП) повідомили, що створять спільну платформу для майбутніх парламентських виборів. Також, консолідація опозиційних сил проявлялася у виборі спільного кандидата з боку ПППГП та ПДС для президентських виборів і для виборів примара Кишинева. Внаслідок визнання недійсними виборів примара Кишинева, на яких перемогу здобув спільний кандидат Андрей Нестасе. Партія «Дія і солідарність», політична партія «Платформа Гідність і Правда» і Ліберал-демократична партія Молдови повідомили про створення Руху національного опору «ACUM».
16 грудня 2018 року лідери ПДС і ПППГП Мая Санду та Андрей Настазе підписали угоду про створення виборчого блоку «ACUM Platforma DA și PAS» для парламентських виборів 24 лютого 2019 року, а 21 грудня 2018 року виборчий блок був зареєстрований у Центральній виборчій комісії Молдови. Згодом Ліберал-демократична партія Молдови приєдналася до блоку «ACUM Platforma DA și PAS», а деякі представники ЛДПМ увійшли до списку кандидатів блоку за пропорційною системою, а інші представляли блок у деяких одномандатних округах. У свою чергу Ліберал-реформаторська партія і Партія національної єдності оголосили про безумовну підтримку блоку.
26 березня 2019 року ПДС та ПППГП оголосили, що будуть брати участь у майбутніх місцевих виборах також у складі виборчого блоку «ACUM Platforma DA și PAS». У той же день Мая Санду та Андрей Настазе оголосили про створення двох парламентських фракцій, при цьому ПДС і ПППГП залишаються у складі політичного блоку «ACUM Platforma DA și PAS».

## Структура
У відповідності з Угодою про створення виборчий блок «ACUM Platforma DA și PAS» керується Політичною радою, що складається з 8 членів:
- два співголови Політичної ради
  - Мая Санду — партія «Дія і Солідарність» (ПДС);
  - Андрей Нестасе — політична партія «Платформа Гідність і Правда» (ПППДП);
- 6 членів Політичної ради
  - Ліліана Ніколаєску-Онофрей — ПДС;
  - Ігор Гросу — ПДС;
  - Міхай Попшой — ПДС;
  - Олександр Слусарь — ПППДП;
  - Інга Григоріу — ПППДП;
  - Кирило Моцпан — ПППДП.

## Результати на виборах
На парламентських виборах 2019 року виборчий блок «ACUM Platforma DA și PAS» отримав наступні результати:
- За пропорційною системою набрав 380 181 голосів або 26,84 %, подолавши виборчий поріг у 8 %;
- За пропорційною системою отримав 14 депутатських мандатів;
- По одномандатному системі отримав 12 депутатських мандатів;
- В результаті блок отримав 26 депутатських мандатів.

| Рік  | Альянс    | Голосів | %     | Місць    | +/−  | Парламент        |
| ---- | --------- | ------- | ----- | -------- | ---- | ---------------- |
| 2019 | ПППГП+ПДС | 380 181 | 26,84 | 26 / 101 | ▲ 26 | ACUM-ПСРМ (2019) |